# Бурма (порода кошек)
Бу́рма, или бурманская короткошёрстная кошка — порода короткошёрстных кошек. Кошку бурманской породы отличает мускулистое, крепкое тело, короткая блестящая шерсть, большие округлые глаза жёлтого цвета. Бурмы ласковы, игривы, привязаны к человеку, терпимы к соседству с другими кошками, а также с собаками.
Существует два основных типа бурманских кошек — европейский и американский. У американского типа признается больше вариаций окрасов, внешне кошки имеют более округлую морду, тип телосложения приближен к американской короткошерстной кошке. У бурмы европейского типа окрасов, соответственно, меньше, шерсть более тонкая, кошки в сиамо-ориентальном типе, более легкие и обладающие более узкой мордой.

## История породы
Точное происхождение и возраст породы не известен, отсчет истории породы в Европе и США ведется с 1930 года, когда заводчик сиамских кошек Джозеф Томпсон получил в подарок кота шоколадного окраса, привезенного с западного побережья Бирмы. Кот по кличке Вонг Мау заинтересовал Томпсона и он решил использовать его в разведении, скрестив с сиамской кошкой, имеющей темно-коричневые отметины. Из первого полученного помета для дальнейшего разведения были отобраны котята, унаследовавшие окрас Вонг Мау, именно они и стали прародителями современной бурманской кошки.
Предварительный стандарт породы был представлен уже в 1934 году, а в 1936 принят. Первой новую породу признала американская фелинологическая федерация CFA в 1957 году, позднее порода были признана и другими федерациями. Однако между первым и вторым признанием породы в 1947 году была приостановлена регистрация бурм из-за невозможности представить минимум три поколения чистокровных кошек породы. К 1957 году ситуация изменилась, и порода получила свое окончательное признание фелинологами.

## Стандарты породы
Бурма: Стандарт (CFA)
Общая характеристика: Идеальная бурма должна создавать общее впечатление кошки среднего размера с крепким костяком, хорошо развитой мускулатурой и неожиданно большим весом для её размера. Вместе с округлой головой, выразительными глазами и очаровательным выражением это представляет совершенно особенную кошку, непохожую ни на одну другую породу. Безупречная физическая кондиция с отличным мышечным тонусом. Не должно быть признаков ожирения, брюшка, слабости или апатии.
Уши и глаза: Голова приятно округлена, без плоских поверхностей как при взгляде спереди, так и сбоку. Наполненная морда со значительным расстоянием между глазами плавно переходит в широкую, хорошо развитую, короткую мордочку, не нарушающую округлённые контуры головы. В профиль наблюдается выраженный переход от лба к носу (англ. visible nose break). Подбородок крепкий, округлённый, отражающий должный прикус. Шея хорошо развита. Уши среднего размера, посажены на хорошем расстоянии друг от друга, широкие в основании и закруглённые на кончиках. Наклоненные немного вперед, уши вносят свой вклад в живой облик Бурмы. Глаза большие, посаженные на большом удалении друг от друга, с округлым контуром и желтого цвета.
Тело: Среднего размера, с хорошо развитой мускулатурой, компактное на вид. Для котов допустим больший размер. Широкая округлая грудная клетка, ровная линия спины от плеч до хвоста. Ладно сложенное, мускулистое.
Конечности: В хорошей пропорции к телу.
Лапы: Круглые. С характерными белыми «носочками» Пять пальцев на передней лапе, четыре на задней.
Хвост: Пушистый, равномерной и темной окраски.
Шерсть: Густая и мягкая. Требует еженедельного расчесывания.
Недостатки: Выраженные полосы с внешней стороны на передних или задних конечностях. Слабо выраженные следы полос допустимы у котят и молодых взрослых. Удлиненная, существенно зауженная морда, приводящая к клиновидной форме головы, что уменьшает округлость контуров головы. Зеленые глаза. Некорректный хвост.
Дисквалифицирующие пороки: Изломанный хвост, медальоны или пятна. Голубые глаза. Косоглазие. Некорректный цвет мочки носа или подушечек лап. Аномалия прикуса, приводящая к сильно выраженному перекусу или недокусу, который визуально нарушает описанный в стандарте профиль. Неправильное формирование челюсти, приводящее к выступающим наружу торчащим зубам или к перекошенному лицу или челюсти. Выраженные полосы по корпусу. Любой окрас, отличающийся от четырёх допустимых окрасов: соболиный, шампань, голубой и платина.
Общее впечатление: Бурма отличается от других пород своим уникальным окрасом, который обусловлен геном (cbcb). Поразительная характеристика этой яркой породы-шелковистая шерсть и выразительные глаза. Это среднего размера элегантные кошки. Любое сходство с сиамским или коренастым британским типом должно рассматриваться как недостаток. Размер средний.
Голова: Вид спереди: короткий клин, широкая в скулах, сужающаяся к тупой мордочке. Верх головы широкий и слегка закруглённый между широко расставленными ушами. В профиль: лоб слегка закруглен; кончик носа и подбородок образуют вертикальную линию. Нос: выраженный стоп в основании, челюсти: мощные, подбородок сильный, в профиль видна сильная нижняя челюсть.
Шея: Короткая, широкая, мускулистая.

## Здоровье
Бурма считается в целом довольно здоровой породой кошек, представители которой при правильном уходе живут достаточно долго и не доставляют серьезных проблем своим владельцам. Но у них есть несколько особенностей, которые необходимо учитывать. Бурмы теплолюбивы и плохо переносят сквозняки и перепады температуры, особенно резкое, и тем более длительное, понижение температуры.
Также у американского типа бурмы из-за укороченной морды могут возникать проблемы с повышенным слезоотделением. Они так же, как персы и экзоты, могут храпеть.
Ряд ветеринаров отмечает также склонность бурм к гипокалиемии.

## Галерея
- Современный тип
- Американский тип
- Гибридный тип
- Европейский тип

## Факты
В 1970 году в Великобритании кошка породы бурма родила рекордное количество котят — 19. Из помета выжило 15 котят, среди которых была одна кошка, а все остальные коты.
Выразительные золотистые глаза бурмы имеют интересную особенность — они меняют цвет в зависимости от источника света и интенсивности освещения.
У себя на родине в Бирме предки этих кошек считались реинкарнацией душ монахов и являлись почетными жителями храмов. Также считалось, что эти кошки становятся проводниками души умершего в загробной жизни.
Кошки, похожие на современную бурму, впервые упоминаются в Европе в «Книге стихов о кошках», то есть появились между 1350 и 1767 годами.
Известная своим хитом «A Whiter Shade of Pale» музыкальная группа Procol Harum получила свое название в честь клички кота бурманской породы.